# Khary Payton
Khary Payton(16 mei 1972, Augusta (Georgia)) is een Amerikaans acteur en stemacteur. 
Peyton is in het verleden getrouwd geweest met actrice Stacy Reed Payton, en heeft met haar twee kinderen. 

## Carrière
Peyton begon in 1999 met acteren in de film Certain Guys, waarna hij in nog meer dan 160 films en televisieseries acteerde als acteur en stemacteur. Als stemacteur is hij bekend van zijn stemwerk in onder andere Teen Titans (2003-2006), Robots in Disguise (2014-2017), Young Justice (2010-2019), The Lion Guard (2016-2019) en Teen Titans Go! (2013-heden). Als acteur is hij bekend van onder andere General Hospital (2011) en The Walking Dead (2016-2022).

## Filmografie

### Films
Selectie:
- 2024 Despicable Me 4 - als diverse stemmen
- 2023 The Super Mario Bros. Movie - als Penguin King (stem)
- 2013 Khumba - als diverse stemmen
- 2005 Hellraiser: Hellworld - als Derrick
- 2003 Latter Days - als Andrew

### Televisieseries
Selectie:
- 2013-2024 Teen Titans Go! - als Cyborg (stem) - 394 afl.
- 2024 Hot Wheels Let's Race  als verslaggever - 15 afl.
- 2023-2024 Encounter Party - als Tolo - 22 afl.
- 2021-2024 Invincible - als Black Samson (stem) - 11 afl.
- 2016-2022 The Walking Dead - als Ezekiel - 82 afl.
- 2010-2022 Young Justice - als diverse stemmen - 63 afl.
- 2022 The Legend of Vox Machina - als Sovereign Uriel Tal'Dorei (stem) - 5 afl.
- 2020-2021 Family Guy - als diverse stemmen - 5 afl.
- 2019-2021 American Dad! - als diverse stemmen - 8 afl.
- 2017-2021 Big Hero 6: The Series - als Wasabi (stem) - 56 afl.
- 2016-2019 The Lion Guard - als Rafiki / Muhangus (stemmen) - 24 afl.
- 2018 Big Chibi 6: The Shorts - als Wasabi (stem) - 3 afl.
- 2016-2018 DC Super Hero Girls - als Cyborg (stem) - 14 afl.
- 2016-2018 Sofia the First - als diverse stemmen - 4 afl.
- 2014-2017 Robots in Disguise - als Grimlock (stem) - 69 afl.
- 2016-2017 Justice League Action - als Cyborg / Kanjar Ro (stemmen) - 7 afl.
- 2014 Ben 10: Omniverse - als Hex / Manny (stemmen) - 4 afl.
- 2011-2012 New Teen Titans - als Cyborg / Nufu (stemmen) - 13 afl.
- 2010-2011 G.I. Joe: Renegades - als Ripcord (stem) - 7 afl.
- 2011 General Hospital - als Terrell Jackson - 24 afl.
- 2008-2011 Alien Force - als Manny / Hex (stemmen) - 6 afl.
- 2006-2008 Emily's Reasons Why Not - als Josh - 6 afl.
- 2007 Friday: The Animated Series - als Smokey (stem) - 6 afl.
- 2006-2007 Ben 10 - als diverse stemmen - 7 afl.
- 2003-2006 Teen Titans - als Cyborg / Herald (stemmen) - 63 afl.

### Computerspellen
Selectie:
- 2019 Kingdom Hearts III - als Wasabi
- 2017 Injustice 2 - als Cyborg / Grid
- 2016 Final Fantasy XV - als stem
- 2016 Mafia III - als stem
- 2016 World of Warcraft: Legion - als stem
- 2015 Batman: Arkham Knight - als Michael Lane / Azrael
- 2015 LEGO Dimensions - als Cyborg (Teen Titans Go! variant), Mammoth, Zan
- 2014 Call of Duty: Advanced Warfare - als Knox
- 2014 SimCity BuildIt - als stem
- 2014 Infamous: Second Son - als politieman / gangster
- 2014 Hearthstone: Heroes of Warcraft - als stem
- 2013 Batman: Arkham Origins - als Waylon Jones / Killer Croc / Warden Martin Joseph
- 2013 Yo-kai Watch - als McKraken
- 2013 Metro: Last Light - als stem
- 2013 Injustice: Gods Among Us - als Cyborg / Doomsday / soldaat
- 2013 Tomb Raider - als Solarii
- 2013 Aliens: Colonial Marines - als Samwell Stone
- 2011 Star Wars: The Old Republic - als Master Arfan Ramos
- 2011 Infamous 2 - als burger
- 2011 Batman: Arkham City - als Michael Lane / Azrael / G.C.P.D. agent Jon Forrester
- 2011 Killzone 3 - als ISA soldaat
- 2010 StarCraft II: Wings of Liberty - als stem
- 2010 Metal Gear Solid: Peace Walker - als soldaat
- 2009 The Sims 3 - als Sim / Death
- 2009 Prototype - als stem
- 2008 Tom Clancy's EndWar - als stem
- 2008 Resistance 2 - als Benjamin Warner
- 2008 007: Quantum of Solace - als Afrikaanse huursoldaat
- 2008 Saints Row 2 - als stem
- 2008 Metal Gear Solid 4: Guns of the Patriots - als Drebin
- 2007 Spider-Man: Friend or Foe - als Blade
- 2006 Marvel: Ultimate Alliance - als Blade / Paibok
- 2006 Saints Row - als inwoner Stilwater
- 2005 Quake 4 - als Bidwell
- 2005 X-Men Legends II: Rise of Apocalypse - als Bishop / Nick Fury
- 2000 Deus Ex - als diverse stemmen